# Orlando Stadium
Le Orlando Stadium (Afrikaans: Orlandostadion) est un stade omnisports situé à Orlando dans le township de Soweto au sud de Johannesburg en Afrique du Sud.
D'une capacité de 40 000 places, il est principalement utilisé pour le football mais il peut également accueillir des rencontres de rugby, des rassemblements, des concerts et divers évènements. Entièrement rénové depuis fin 2008, ce stade moderne dispose de 120 suites, de salles de conférence, d'un gymnase, de boutiques et de bureaux.
C'est le domicile du Orlando Pirates Football Club.

## Histoire
Le Orlando Stadium a ouvert ses portes le 2 mai 1959, avec une capacité de 24 000 places et un coût de £37 500.
Il a été reconstruit à partir du 3 mai 2006 puis inauguré le 22 novembre 2008, après deux années de construction pour un coût de 280 millions de Rands.
Le 22 mai 2010, 38 534 personnes assistèrent à la demi-finale de la saison 2010 de Super 14 entre les Bulls et les Crusaders (39-24).
Le concert de célébration d'ouverture de la Coupe du monde de football de 2010 eu lieu le 10 juin au Orlando Stadium. Il a servi comme terrain d'entraînement pendant le tournoi.

## Événements
- Terrain d'entraînement de la Coupe des confédérations 2009
- Terrain d'entraînement de la Coupe du monde de football de 2010

## Galerie

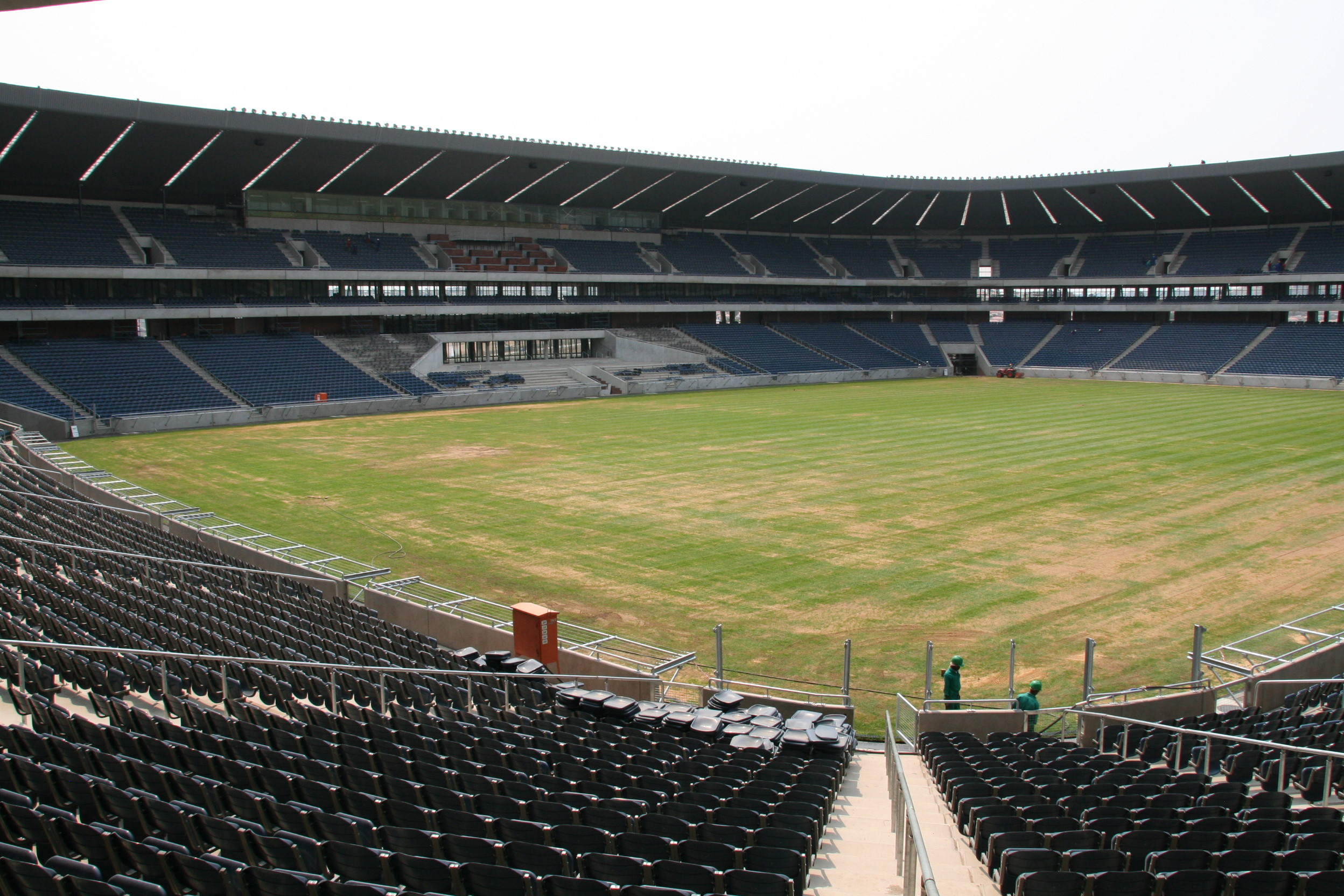
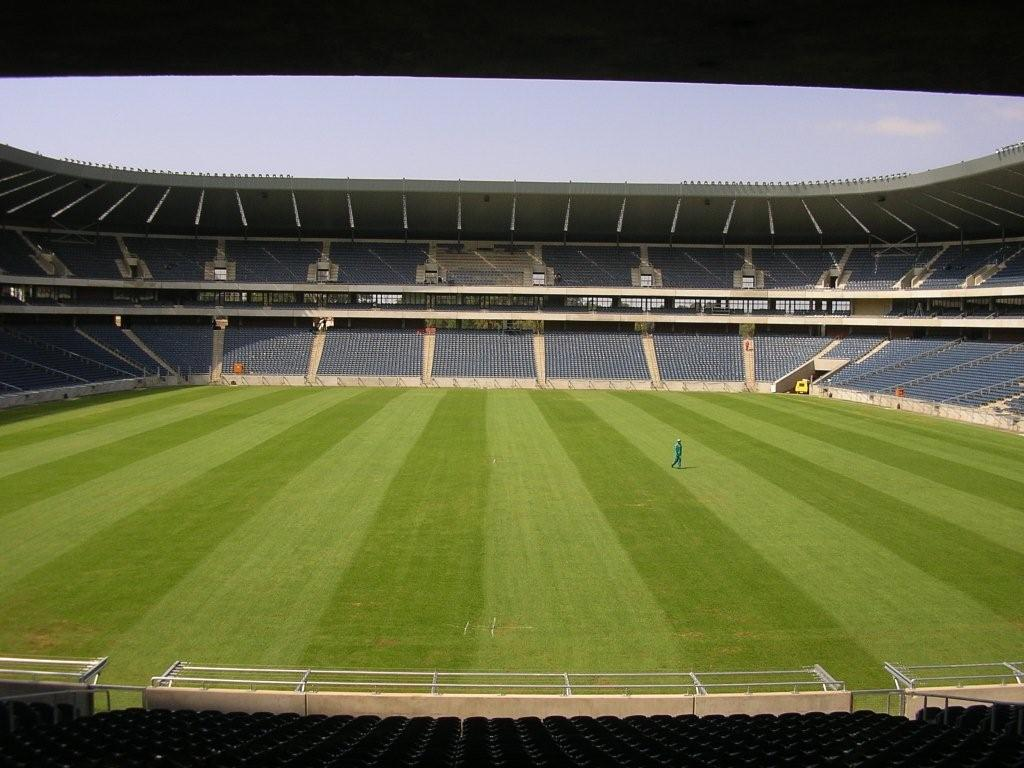
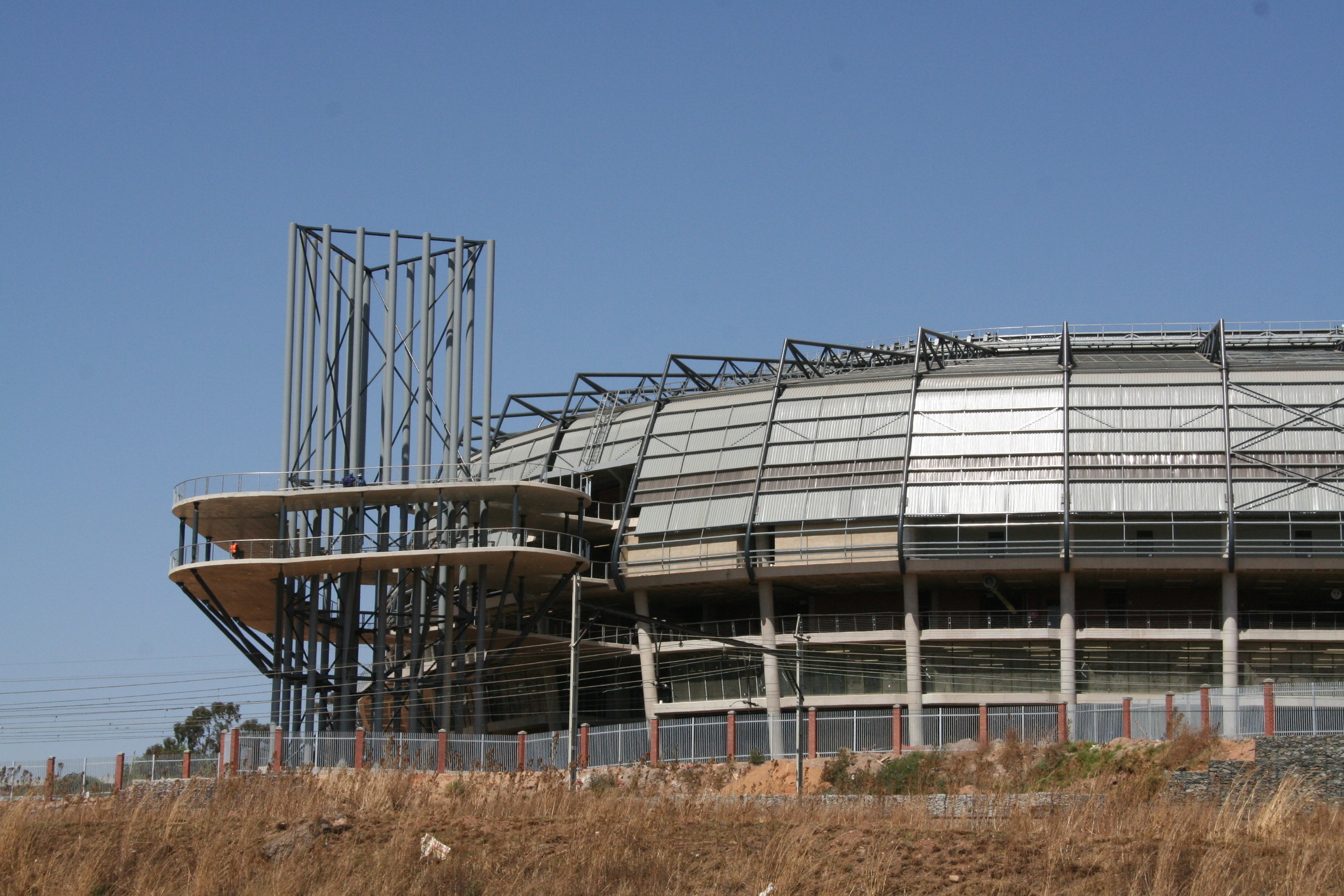